# Simon Marcsa
Simon Marcsa, született Simon Mária (Tápiószele, 1880. november 21. – Budapest, 1954. január 8.) magyar színésznő.

## Életpályája
Simon József és Kajtár Gizella lánya. Iskoláit a fővárosban végezte el. Rákosi Szidi színiiskolájában tanult, majd ezután 1899-ben Pesti Ihász Lajos társulatához szerződött Szabadkára 1905-ig. 1905–1908 között Nagyváradon játszott, 1908-tól 1916-ig Kolozsvárott lépett fel. 1916 és 1917 között az Népopera színművésze volt, 1917-től tíz évig a Magyar Színházban dolgozott. Közben 1919-ben a Margit Színház, 1923-ban a Király Színház, 1924-ben a Blaha Lujza Színház, 1925-től 1927-ig és 1948-tól 1950-ig a Belvárosi Színház tagja. Az 1926/27-es, az 1931/32-es, valamint az 1941/42-es évadokban a Budapesti Operettszínház tagja volt. 1928 és 1929 között, majd 1945-ben az Új Színházban lépett fel. 1933–1939 között a Vígszínház színművésze, 1940-től 1941-ig, valamint 1949-től 1952-ig pedig a Madách Színház színésznője volt.

## Színházi szerepei
A Színházi Adattárban regisztrált bemutatóinak száma: 8.
- Zerkovitz Béla: Csókos asszony....Szomszédasszony
- Afinogenov: Kisunokám....Motja
- Mándi Éva: Vetés....Kerekesné
- Földes Mihály: Mélyszántás....Takácsné
- Mihalkov: Ilja Golovin....Lusa
- Osztrovszkij: Farkasok és bárányok....Anfisza
- Sarkadi Imre: Út a tanyákról....Csurkáné
- Szurov: Hajnal Moszkva felett....Aglája Tyihinovna
- Molnár Ferenc: Liliom....Muskátné
- Szirmai Albert: Mézeskalács....Bábi
- Zilahy Lajos: Tűzmadár....Aranyosiné
- Móricz Zsigmond: Kismadár....Polla néni

## Filmjei
- A tolonc (1914)
- Mágnás Miska (1916)
- Szent Péter esernyője (1917)
- Twist Olivér (1919)
- Lady Violetta (1922)
- Vasárnap délután (1929)
- Hyppolit, a lakáj (1931)
- Csókolj meg, édes! (1932)
- Tavaszi zápor (1932)
- Helyet az öregeknek (1934)
- Légy jó mindhalálig (1936)
- Sárga csikó (1936)
- Pókháló (1936)
- Három sárkány (1936)
- Évforduló (1936)
- 120-as tempó (1937)
- Két fogoly (1938)
- A falu rossza (1938)
- Pillanatnyi pénzzavar (1938)
- Borcsa Amerikában (1938)
- A hölgy egy kissé bogaras (1938)
- Piros bugyelláris (1938)
- Fűszer és csemege (1939)
- Pusztai királykisasszony (1939)
- Tiszavirág (1939)
- Bors István (1939)
- Vadrózsa (1939)
- Érik a búzakalász (1939)
- Hat hét boldogság (1939)
- Semmelweis (1939)
- Elnémult harangok (1940)
- Földindulás (1940)
- Erdélyi kastély (1940)
- Göre Gábor visszatér (1940)
- Jöjjön elsején! (1940)
- Zavaros éjszaka (1940)
- Sarajevo (1940)
- Hazafelé (1940)
- Rózsafabot (1940)
- Mindenki mást szeret (1940)
- Egy tál lencse (1941)
- A beszélő köntös (1941)
- Egy csók és más semmi (1941)
- Dankó Pista (1941)
- Szeressük egymást (1941)
- Vissza az úton (1941)
- Európa nem válaszol (1941)
- Édes ellenfél (1941)
- Három csengő (1941)
- Csákó és kalap (1941)
- A harmincadik (1941)
- A kegyelmes úr rokona (1941)
- Kísértés (1942)
- Dr. Kovács István (1942)
- Halálos csók (1942)
- Katyi (1942)
- Sziámi macska (1943)
- Féltékenység (1943)
- Makacs Kata (1943)
- Aranypáva (1943)
- Sári bíró (1943)
- Fény és árnyék (1943)
- Nászinduló (1944)
- Makk hetes (1944)
- Kétszer kettő (1944)
- A benedek-ház (1944)
- És a vakok látnak... (1944)
- Szerelmes szívek (1944)
- Az első (1944)
- Ének a búzamezőkről (1947)
- Egy asszony elindul (1949)
- Szabóné (1949)
- Úri muri (1950)
- Déryné (1951)
- Teljes gőzzel (1951)
- Kiskrajcár (1953)
- Kicsik-nagyok öröme (1953)